# Desmond Harrington

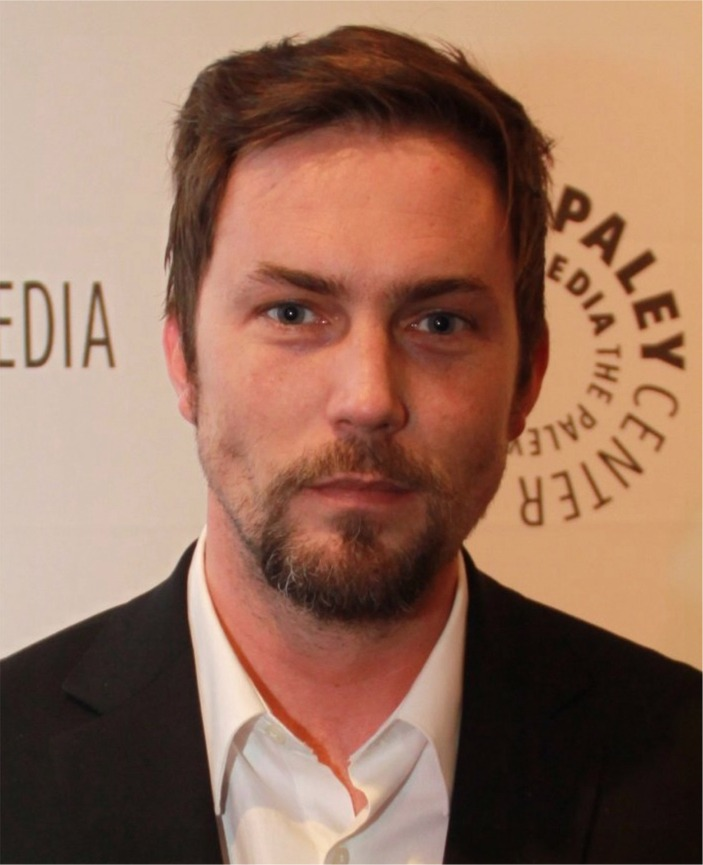
Desmond Harrington, 2010.

Desmond Harrington, född 19 oktober 1976 i Savannah, Georgia, är en amerikansk skådespelare. 
Han har bland annat medverkat i filmerna The Hole, Wrong Turn och Ghost Ship och haft roller i tv-serier som Taken (TV-serie) och Gossip Girl. I Gossip Girl spelar han "Jack Bass", farbror till "Chuck Bass". I dramaserien Dexter spelar han karaktären Joey Quinn. 
Harrington växte upp i Bronx, New York.

## Filmografi i urval
- 1999 - Jeanne d’Arc
- 2000 - Boiler Room
- 2001 - The Hole
- 2002 - We Were Soldiers
- 2003 - Wrong Turn
- 2004 - Three Way
- 2006 - Law & Order: Criminal Intent (gästroll i TV-serie)
- 2008 - Exit Speed
- 2012 - The Dark Knight Rises
- 2009-2012 - Gossip Girl (TV-serie)
- 2008-2013 - Dexter (TV-serie)
- 2014 - Those Who Kill (gästroll i TV-serie)
- 2015 - The Astronaut Wives Club (gästroll i TV-serie)
- 2015 - Limitless (gästroll i TV-serie)